# Elatief
De elatief (van het Latijnse efferre, "naar buiten brengen") is een vooral in de Fins-Oegrische talen belangrijke naamval met als hoofdbetekenis "naar buiten", "eruit". De betekenis komt gedeeltelijk overeen met die van de locatief in andere talen.
In het Fins en Estisch wordt de elatief gevormd door de uitgangen -sta, -stä of -st achter de genitiefvorm te zetten. In het Hongaars worden de uitgangen ból en ből achter de gewone
stam van het woord geplaatst:
| Fins    | Estisch | Hongaars | Nederlands   |
| ------- | ------- | -------- | ------------ |
| talo    | maja    | ház      | huis         |
| talosta | majast  | házból   | uit het huis |

In sommige gesproken dialecten van het Fins vindt aan het einde van dergelijke woordvormen elisie plaats, waardoor de vorm als geheel eruit gaat zien zoals in het Estisch: talost.

## Verwante begrippen
De ablatief, adessief, allatief, illatief en inessief zijn andere vormen van de Fins-Oegrische locatief. De betekenis van de allatief is min of meer tegengesteld aan die van de elatief.